# Democràcia cristiana
La democràcia cristiana és una ideologia política heterogènia. En termes generals, la democràcia cristiana és un moviment conservador quant als temes de moral pública i tradició, i per tant, sovint els partits de dreta s'identifiquen amb la democràcia cristiana. No obstant això, la democràcia cristiana també pot ser definida com a força d'esquerra atès que, per les seves actituds comunitaristes, emfatitza la reducció de la pobresa, l'establiment d'un sistema de benestar, i la restricció necessària de les forces del mercat.
La democràcia cristiana és una força important en la política d'Europa i Amèrica Llatina, encara que menys popular a altres regions. Els partits democratacristians d'Amèrica Llatina sovint tendeixen a afavorir les polítiques econòmiques d'esquerra o centreesquerra, mentre que els europeus sovint són partits de dreta i afavoreixen la reducció de la participació del govern en l'economia.

## Polítiques de la democràcia cristiana
Com qualsevol altre pensament polític, en pràctica, les polítiques i les prioritats dels partits democratacristians varien considerablement amb el temps i entre regions. No obstant, la democràcia cristiana és generalment conservadora, i per tant, la majoria dels partits democratacristians s'oposen a l'avortament i al matrimoni homosexual, encara que d'altres han acceptat la legalització d'ambdues, amb restriccions. Molts d'ells han acceptat la separació església-estat (com diu l'Església Catòlica) i el divorci. Els partits demòcrata cristians sovint afirmen l'herència cristiana de llurs països, o afirmen explícitament l'ètica cristiana. La democràcia cristiana, a nivell mundial, ha incorporat molts punts de vista dels liberals, conservadors i socialistes, però, afirmen els principis de la moral cristiana.
Encara que el moviment cristianodemòcrata és molt heterogeni, existeixen punts comuns en certs assumptes. El disseny proposat de l'estat cristianodemòcrata és descentralitzat, compost per diversos nivells, però amb una capacitat inqüestionable. La democràcia cristiana veu l'economia al servei de la humanitat; malgrat això, molts partits cristianodemòcrates no posen en qüestió el capitalisme. Per la democràcia cristiana el deure de l'estat és tenir cura dels seus ciutadans, però generalment s'oposen al socialisme cristià. En les dècades recents, els partits cristianodemòcrates en Europa han canviat cap a una política conservadora de liberalisme econòmic, basat a reduir el paper de l'estat en l'economia. Per contra, els partits democratacristians a Amèrica Llatina estan generalment més inclinats a recolzar visions econòmiques d'esquerres comparat amb les seves contraparts europees.

## Història de la democràcia cristiana
La democràcia cristiana va néixer al final del segle xix, principalment com a resultat de l'encíclica papal Rerum Novarum  del Papa Lleó XIII, en la qual el Vaticà reconeixia la misèria dels treballadors i acordava que quelcom s'havia de fer, en reacció al creixement dels moviments socialistes i sindicals. La posició de l'Església Catòlica sobre aquesta matèria va ser clarificada en la següent encíclica, Quadragesimo Anno, pel Papa Pius XI en 1931.
Mentre la democràcia cristiana és d'origen catòlic romà, ha estat adoptada també per molts cristians protestants i ortodoxos. Alguns partits democratacristians, particularment a Europa, ja no emfatitzen la religió i han esdevingut molt més seculars en els recents anys.
La democràcia cristiana pot marcar les seves arrels filosòfiques des de Sant Tomàs d'Aquino i els seus pensaments sobre l'ontologia Aristoteliana i la tradició cristiana. D'acord amb ell, els drets humans són definits com les coses que els homes necessiten per funcionar. Per exemple, l'aliment és un dret humà perquè sense menjar, els humans no són capaços de funcionar apropiadament. Autors moderns que donen importància a la formació de la ideologia cristianodemòcrata inclou: Emmanuel Mounier, Étienne Gilson i Jacques Maritain.